# Margarita II de Dinamarca
Margarita II de Dinamarca (Margrethe Alexandrine Þórhildur Ingrid; Copenhague, 16 de abril de 1940) ha sido la reina de Dinamarca, desde su ascenso al trono el 14 de enero de 1972 hasta su abdicación el 14 de enero de 2024 en favor de su hijo Federico X. Como tal, ha sido jefa de Estado, autoridad suprema en la Iglesia del Pueblo Danés y comandante en jefe de las Fuerzas Armadas de Dinamarca durante sus 52 años en el trono. Tras su renuncia, continúa ostentando el título de reina de manera honorífica y mantiene el tratamiento de majestad. 
Fue la primera y hasta el momento la única mujer en ostentar el título de princesa heredera de Dinamarca, entre 1953 y 1972.
Nacida en el seno de la Casa de Glücksburg, una casa real con orígenes en el norte de Alemania, es la mayor de las hijas de Federico IX de Dinamarca e Ingrid de Suecia. Sucedió a su padre después de su muerte el 14 de enero de 1972. Anteriormente había sido convertida en heredera legal de su padre en 1953, cuando una enmienda constitucional permitió a las mujeres heredar el trono. En su adhesión, Margarita se convirtió en la primera monarca femenina de Dinamarca desde Margarita I, gobernante de los países escandinavos entre 1375 y 1412 durante la Unión de Kalmar. En 1967 se casó con Enrique de Laborde de Monpezat, con quien tuvo dos hijos: Federico X de Dinamarca (nacido en 1968) y Joaquín de Dinamarca (nacido en 1969).[cita requerida]
Después de haber estado en el trono durante 52 años, es la segunda monarca danesa con el reinado más largo después de su antecesor Cristián IV y, tras el fallecimiento de la reina Isabel II del Reino Unido, había pasado a ser la única mujer al frente de una monarquía. El 31 de diciembre de 2023, durante el discurso de año nuevo, anunció que abdicaría en favor del príncipe Federico (actual rey Federico X) el día 14 de enero, al cumplir 52 años como monarca, lo cual cumplió en la fecha mencionada, siendo sucedida por su hijo mayor, el príncipe Federico, actual Federico X de Dinamarca.

## Biografía

### Nacimiento
Nació el 16 de abril de 1940 en el palacio de Amalienborg en Copenhague como la primera hija del príncipe heredero Federico, más tarde el rey Federico IX y la princesa heredera Ingrid, más tarde la reina Ingrid. Su padre era el hijo mayor del rey Christian X y la reina Alejandrina de Dinamarca, y su madre era la única hija del príncipe heredero Gustavo Adolfo (más tarde el rey Gustavo VI Adolfo) y su primera esposa, la princesa heredera Margarita de Suecia.
Su nacimiento se produjo apenas una semana después de la invasión de Dinamarca de la Alemania Nazi el 9 de abril de 1940.

### Bautismo
Fue bautizada el 14 de mayo en la iglesia de Holmen en Copenhague. Los padrinos de la reina fueron: El rey Cristián X (abuelo paterno); Canuto de Dinamarca (tío paterno); Absalón de Dinamarca (primo hermano de su abuelo paterno); el rey Gustavo V de Suecia (bisabuelo materno); el príncipe heredero Gustavo Adolfo de Suecia (abuelo materno); el príncipe Gustavo Adolfo, duque de Västerbotten (tío materno); el príncipe Arturo, duque de Connaught y Strathearn (padre de la abuela materna).
Fue llamada Margarita por su abuela materna, la princesa heredera Margarita de Suecia, Alejandrina por su abuela paterna, la reina Alejandrina, e Ingrid por su madre, la princesa heredera Ingrid. Su abuelo paterno era también rey de Islandia, por lo que se le dio un nombre islandés, Þórhildur (Thorhildur).

### Hermanas
- Princesa Benedicta
- Reina Ana María de Grecia

### Heredera presuntiva

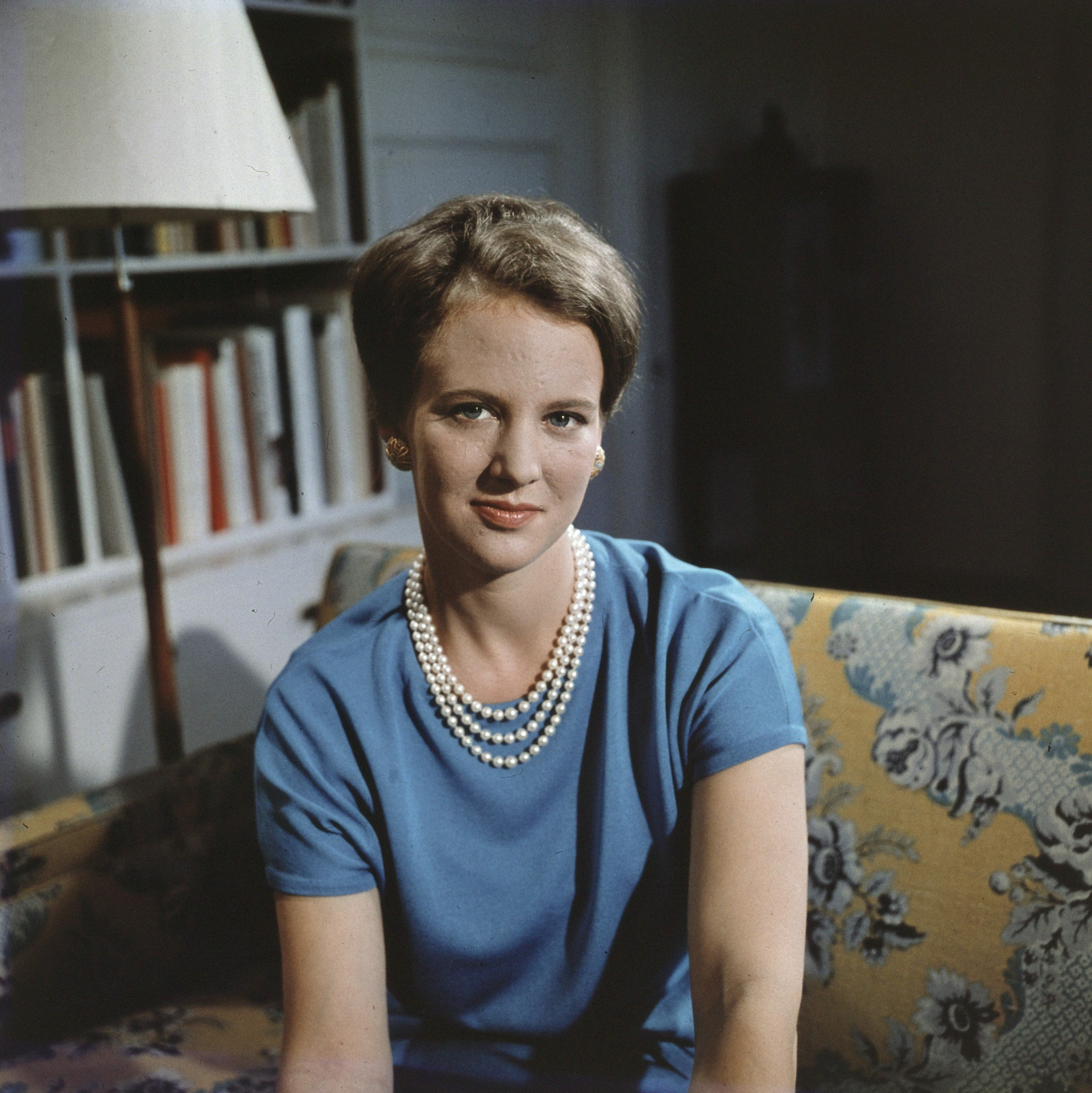
La princesa Margarita en agosto de 1966

En el momento de su nacimiento, solamente los hombres podían acceder al trono de Dinamarca, debido a los cambios en las leyes de sucesión promulgadas en la década de 1850 cuando se eligió la rama Glücksburg para suceder. Como ella no tenía hermanos, se supuso que su tío Canuto de Dinamarca un día asumiría el trono.
El proceso de cambio de la Constitución se inició en 1947, no mucho después de que su padre ascendió al trono y se hizo evidente que la reina Ingrid no tendría más hijos. La popularidad de Federico y sus hijas y el papel más prominente de la mujer en la vida danesa comenzó el complicado proceso de alterar la constitución. La ley requiere que la propuesta sea aprobada por dos sucesivos parlamentos y luego por un referéndum, que ocurrió el 27 de marzo de 1953. La nueva Ley de Sucesión permitió la sucesión femenina al trono de Dinamarca, de acuerdo con la preferencia primogenitura masculina, donde una mujer puede ascender al trono sólo si ella no tiene un hermano. Por lo tanto, la princesa Margarita se convirtió en heredera presuntiva.
En su cumpleaños número dieciocho, el 16 de abril de 1958, a Margarita se le dio un asiento en el Consejo de Estado. Posteriormente presidió las reuniones del Consejo en ausencia del rey.

### Educación
Margarita estudió en el colegio privado N. Zahle's School de Copenhague, donde se graduó en 1959. Pasó un año en North Foreland Lodge, un internado para chicas en Hampshire, Inglaterra, y más tarde estudió arqueología prehistórica en el Girton College de Cambridge durante 1960-1961, ciencias políticas en la Universidad de Aarhus entre 1961 y 1962, asistió a la Sorbona en 1963 y estuvo en la London School of Economics en 1965. Es miembro de la Sociedad de Anticuarios de Londres.
Margarita habla danés, francés, inglés, sueco y alemán y tiene conocimientos limitados de feroés.

## Reinado

### Sucesión
Poco después de que el rey Federico IX hubiese hecho el discurso de Año Nuevo a la nación a finales del año 1971, cayó enfermo. A su muerte, catorce días más tarde, el 14 de enero de 1972, Margarita sucedió al trono, convirtiéndose en la primera soberana danesa femenina bajo la nueva Ley de Sucesión. Fue proclamada reina desde el balcón del Palacio de Christiansborg el 15 de enero de 1972, por el primer ministro Jens Otto Krag. La reina Margarita II renunció a todos los antiguos títulos del monarca, excepto el título a Dinamarca, de ahí su tratamiento por la gracia de Dios, reina de Dinamarca (Danés: Margrethe den Anden, af Guds Nåde Danmarks Dronning). La reina eligió el lema: «La ayuda de Dios, el amor del pueblo y la fuerza de Dinamarca». Desde el inicio de reinado cumplió escrupulosamente con su papel de reina constitucional. Fue reina de tres estados: Dinamarca, Groenlandia y las Islas Feroe; que en conjunto forman el Reino de Dinamarca.

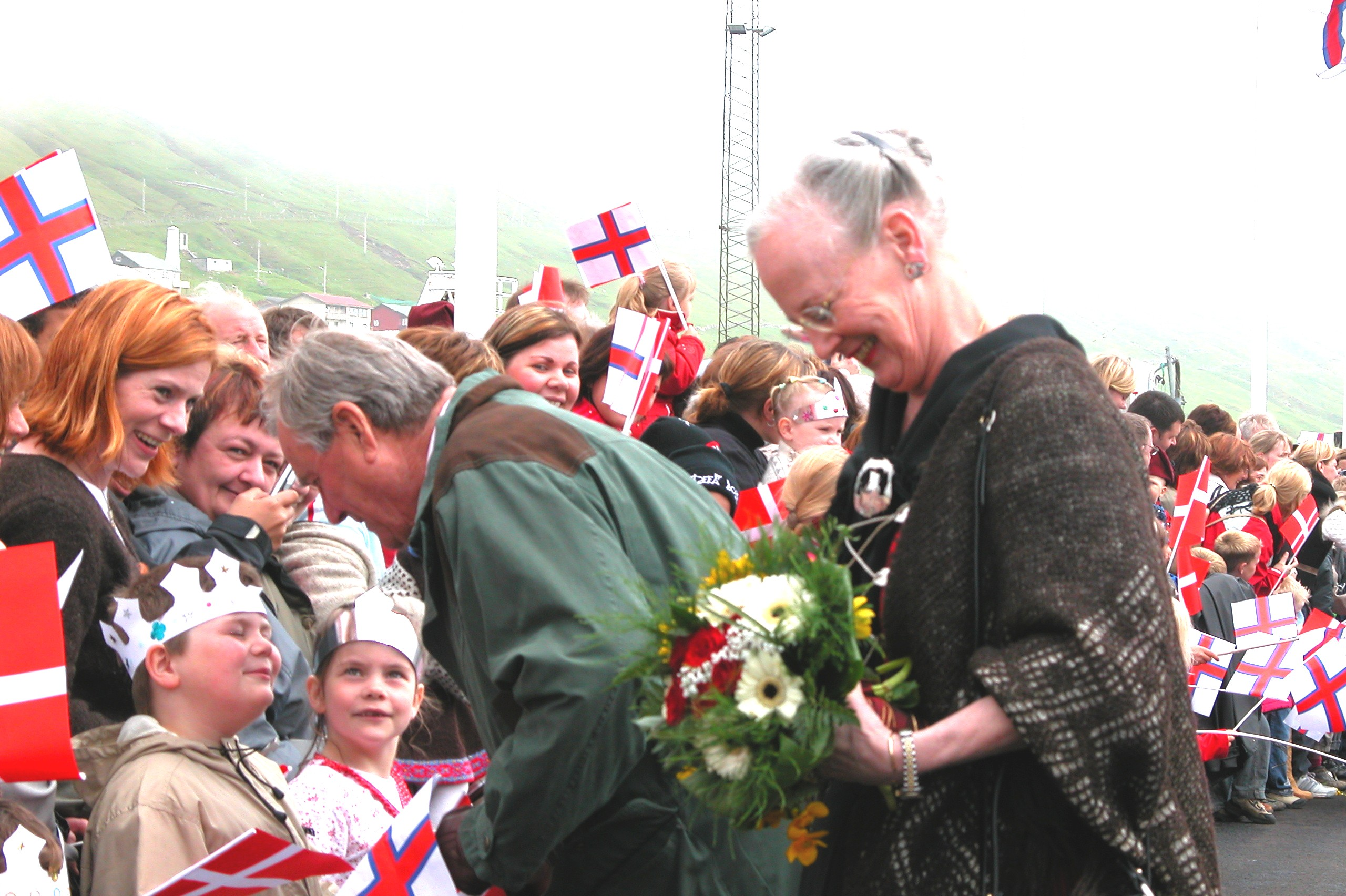
La reina Margarita y el príncipe consorte en las Islas Feroe.

En su primer discurso al pueblo, la reina Margarita II dijo: 

Mi querido padre, nuestro rey, ha muerto. La tarea que mi padre había llevado durante casi veinticinco años ahora está descansando sobre mis hombros. Ruego a Dios que me dé ayuda y fuerza para llevar la pesada herencia. Que la confianza que se le dio a mi padre también se me conceda a mí.

Cuando en 1972 dio su primer nytårstale (‘mensaje de Año Nuevo’), la reina agregó una frase al final, que le daría un toque especial a cada uno de sus mensajes de Año Nuevo. La frase es «Gud bevare Danmark (Dios salve a Dinamarca)».

### Papel constitucional
Las principales tareas de la reina eran para representar el Reino en el extranjero y ser una figura unificadora en casa. Recibía embajadores extranjeros y concedía honores y condecoraciones. La reina llevaba a cabo estas tareas representativas aceptando invitaciones para abrir exposiciones, asistir a los aniversarios, inaugurando puentes, etc.
Como funcionario público no elegido, la reina no tomaba parte en la política de partidos y no expresaba ninguna opinión política. A pesar de que tiene derecho al voto, opta por no hacerlo para evitar incluso la apariencia de parcialidad.
Después de una elección en la que ningún candidato a primer ministro tuviese una mayoría detrás, la reina tenía una «Dronningerunde» (literalmente «reunión con la reina») en la que se encontraba con los presidentes de cada uno de los partidos políticos daneses.
Cada parte tenía la opción de seleccionar un representante para dirigir estas negociaciones o, alternativamente, dar, a quien fuese el primer ministro, el mandato de continuar su gobierno. El líder que, en esa reunión tuviese éxito en la obtención de una mayoría de los escaños en el Folketing era, por decreto real, encargado de la tarea de formar un nuevo gobierno. No ha sucedido en la historia más reciente que ninguna de las partes haya obtenido la mayoría absoluta.
Una vez que se había formado el gobierno, este era establecido formalmente por la reina. Oficialmente, el poder ejecutivo residía en la reina junto con el Gobierno y, por lo tanto, podía presidir el Consejo de Estado (consejo privado), en donde los actos de derecho que han sido aprobados por el Parlamento son firmados en ley. En la práctica, sin embargo, casi todos los poderes formales de la reina eran ejercidos por el Gabinete de Dinamarca.
Además de sus papeles en su propio país, la reina es también coronel en jefe del Regimiento Real de la Princesa de Gales, un regimiento de infantería del Ejército Británico, siguiendo una tradición en su familia.

### Jubileo de Rubíes
En 2012, la reina Margarita celebró, con el Jubileo de Rubíes, el 40.º aniversario de su ascensión al trono, motivo por el que se prepararon diversos eventos conmemorativos: Una procesión en carruaje, un banquete de gala en el palacio de Christiansborg y numerosas entrevistas de televisión.

### Jubileo de Oro
En 2022, la reina Margarita celebró su Jubileo de oro, el cual marcó el 50.º aniversario de su llegada al trono danés, las celebraciones se vieron interrumpidas por el fallecimiento de Isabel II, por lo que Margarita viajó al Reino Unido para acudir al funeral de Estado.

### Abdicación al trono danés
El 31 de diciembre de 2023, durante su discurso de Nochevieja, anunció su abdicación al trono Danés, la cual tuvo lugar el 14 de enero de 2024 donde la sucedió Federico X.

## Vida personal e intereses
Las residencias oficiales de la reina son el palacio de Amalienborg en Copenhague y el palacio de Fredensborg. Su residencia de verano es el palacio de Gråsten cerca de Sønderborg, la antigua casa de la madre de la reina, la reina Ingrid, quien murió en el 2000.
Margarita es un consumada pintora, y se ha llevado a cabo muchas muestras de arte en los últimos años. Sus ilustraciones bajo el seudónimo Ingahild Grathmer--se utilizaron para la edición danesa de El Señor de los Anillos, que fue animada para ilustrar a principios de 1970. Ella los envió a J. R. R. Tolkien, quien se sorprendió por la similitud de los dibujos a su propio estilo. Los dibujos de Margarita fueron ilustrados de nuevo por el artista británico Eric Fraser en la traducción publicada en 1977 y reeditado en 2002. En 2000 ilustró la colección de poesía de Enrique, el príncipe consorte, Cantabile. Ella es también un traductora consumada y se dice que ha participado en la traducción danesa de El Señor de los Anillos. Otra habilidad que posee es el diseño de vestuario, después de haber diseñado el vestuario para la producción del Ballet Real Danés de Un cuento popular y para la película de Peter Flinth de 2009, De vilde svaner (Los cisnes salvajes). También diseña su propia ropa y es conocida por sus opciones de colores y, a veces ropa excéntrica. Margarita también lleva diseños por el exdiseñador de Pierre Balmain Erik Mortensen, Jørgen Bender y Birgitte Taulow. En The Guardian, en marzo de 2013, ella apareció como una de los cincuenta mejores vestidos mayores de 50 años.
Margarita es un fumadora empedernida y es famosa por su hábito del tabaco. Sin embargo, el 23 de noviembre de 2006, el periódico danés B.T. informó un comunicado de la Corte Real que indicaba que en el futuro la reina fumaría sólo en privado.
Una declaración en una biografía autorizada del 2005 sobre la reina (titulada Margarita) se centró en sus puntos de vista del islam: 

Estamos siendo desafiados por el islam estos años a nivel mundial, así como localmente. Hay algo impresionante acerca de las personas para quienes la religión impregna su existencia, desde el anochecer hasta el amanecer, de principio a fin. También hay cristianos que se sienten de esta manera. Hay algo atractivo en las personas que se entregan por completo a su fe. Pero no es así mismo algo aterrador en esa totalidad, que también es una característica del islam. Un contrapeso tiene que ser encontrado, y uno tiene que, a veces, correr el riesgo de tener etiquetas poco favorecedoras puestas en ti. Porque hay algunas cosas por las que uno debe mostrar ninguna tolerancia. Y cuando somos tolerantes, debemos saber si es por conveniencia o por convicción.

La reina Margarita II visitó el Salón Conmemorativo de las Víctimas de la Masacre de Nankín por los Invasores Japoneses, en Nankín, el 27 de abril de 2014. La reina dijo que en el Salón Conmemorativo se recoge la parte más oscura de la historia de 77 años. «No podemos cambiar la historia cruel, pero podemos aprender una lección histórica y la experiencia de ella. Hoy conmemoramos a Sindberg. No sólo hay que revisar el pasado, sino también tienen afrontar el futuro», dijo. Margarita II y el príncipe Enrique regaron un árbol que simboliza la paz, en la plaza frente al Salón Conmemorativo. También establecieron una rosa amarilla, nombrado por la ciudad natal de Sindberg como «Siempre Nanjing, Rosa Amarilla de Sindberg» en 2004.
En un examen de rutina practicado a los miembros de la realeza danesa, después de diversos compromisos asumidos por la familia real recientemente, el 9 de febrero de 2022, la Oficina de Prensa del Palacio Real informó que la monarca danesa había dado positivo al COVID-19, con síntomas leves.
Tras unas visitas al Palacio de Fredensborg, el 18 de septiembre de 2024 sufrió una caída que la llevó a ser hospitalizada y permanecer en observación.

## Matrimonio y descendencia
La reina Margarita se casó con un diplomático francés, el conde Enrique de Laborde de Monpezat el 10 de junio de 1967, en la iglesia de Holmen en Copenhague. Laborde de Monpezat recibió el tratamiento y el título de «su alteza real el príncipe Enrique de Dinamarca» debido a su nueva posición como el cónyuge de la heredera presuntiva al trono danés. Falleció en 2018.
La reina y el príncipe consorte tuvieron dos hijos y ocho nietos:
Su Majestad Federico X (nacido el 26 de mayo de 1968). Se casó con Mary Donaldson el 14 de mayo de 2004 en la catedral de Nuestra Señora de Copenhague. La pareja tiene cuatro hijos:
- - Su Alteza Real el príncipe heredero Cristián de Dinamarca (nacido el 15 de octubre de 2005)
  - Su Alteza Real la princesa Isabel de Dinamarca (nacida el 21 de abril de 2007)
  - Su Alteza Real el príncipe Vicente de Dinamarca (nacido el 8 de enero de 2011)
  - Su Alteza Real la princesa Josefina de Dinamarca (nacida el 8 de enero de 2011)
- Su Alteza Real el príncipe Joaquín de Dinamarca (nacido el 7 de junio de 1969). Estaba casado con Alexandra Manley el 18 de noviembre de 1995 en la iglesia del castillo de Frederiksborg, Hillerød. Se divorciaron el 8 de abril de 2005. Se casó en segundas nupcias con Marie Cavallier el 24 de mayo de 2008 en la iglesia de Møgeltønder, Møgeltønder. Joaquín tiene cuatro hijos; tres hijos y una hija:
  - Su Excelencia Nicolás de Dinamarca, conde de Monpezat (nacido el 28 de agosto de 1999)
  - Su Excelencia Félix de Dinamarca, conde de Monpezat (nacido el 22 de julio de 2002)
  - Su Excelencia Enrique de Dinamarca, conde de Monpezat (nacido el 4 de mayo de 2009)
  - Su Excelencia Atenea de Dinamarca, condesa de Monpezat (nacida el 24 de enero de 2012)

En 2008, la reina anunció que sus descendientes de la línea masculina tendrían el título adicional de conde o condesa de Monpezat, en reconocimiento de la ascendencia de su marido.

## Vida privada
En 1960, durante el rodaje de la película G.I. Blues, la princesa se reunió con Elvis Presley en el set de rodaje de la producción en Paramount Pictures. Junto a ella también se encontraban las princesas Margarita de Suecia y Astrid de Noruega. 
Las residencias oficiales de la reina son el Palacio de Amalienborg y el Palacio de Fredensborg, en Copenhague. Su residencia de verano es el Palacio de cerca de Sønderborg. Además de sus funciones como reina, Margarita es un consumada pintora, y ha realizado numerosos espectáculos artísticos en los últimos años. Ha realizado ilustraciones bajo el nombre artístico de Ingahild Grathmer se utilizaron para la edición danesa de El Señor de los Anillos publicados en 1977. En el año 2000, ilustró la colección de poesía de Cantabile, que publicó su esposo. Otra habilidad que procesa es el diseño de vestuario, después de haber diseñado el vestuario para la película de Peter Flinth (2009), «De vilde svaner» (Los cisnes salvajes), también diseña su propia ropa y es conocida por sus opciones de la vestimenta colorida y extravagante. También ha escrito varios relatos, «Todos los hombres son mortales» (1981), «el Valle» (1988), «El bosque» (1989) y «Los prados» (1989). Además de ser nombrada Doctora honoris causa por la Universidad de Cambridge (1975), Londres (1980) e Islandia (1990).
Su familia y amigos cercanos la llaman cariñosamente Daisy.

## Popularidad
La Casa Real es una de las instituciones más populares de Dinamarca y es la casa real más popular de Europa. La monarquía danesa es un símbolo nacional, tradicional e histórico de mucha importancia para los daneses y Dinamarca como nación.
El valor económico de los miembros de la Casa Real danesa, como símbolos nacionales, es muy alta para Dinamarca, según el instituto de análisis Nation Branding. Se debe a que son un «producto único» que llama la atención en otros países. Cuando la realeza de Dinamarca ayuda el comercio danés a triunfar en países extranjeros, significa que las puertas para las autoridades extranjeras se abren de otra manera que lo que sería el caso con representantes no monárquicos. También han contribuido al turismo y el boom en la exportación de la moda danesa, que es el cuarto sector en cantidad de exportación de Dinamarca al extranjero.
La familia real patrocina y realiza tareas de honor en diversas instituciones relacionadas con cuestiones sociales, la política exterior, la investigación científica, la salud, la ayuda humanitaria, la sostenibilidad, medio ambiente, arte, cultura, moda y deportes. Representa a Dinamarca en todo el mundo ante jefes de Estado, realezas, instituciones, empresas y poblaciones.

## Tratamientos, títulos y escudos

### Tratamientos
| ● 14 de mayo de 1940-17 de junio de 1944:  | Su alteza real la princesa Margarita de Dinamarca e Islandia |
| ● 17 de junio de 1944-5 de junio de 1953:  | Su alteza real la princesa Margarita de Dinamarca            |
| ● 5 de junio de 1953-14 de enero de 1972:  | Su alteza real la princesa heredera de Dinamarca             |
| ● 14 de enero de 1972-14 de enero de 2024: | Su majestad la reina                                         |
| ● 14 de enero de 2024-presente:            | Su majestad la reina Margarita                               |

### Escudo de armas y monograma
|                                          |
| Escudo de armas como reina de Dinamarca. |

|                                   |
| Monograma privado de Margarita II |

## Distinciones honoríficas

### Distinciones honoríficas danesas
- Gran maestre de la Orden del Elefante.
- Gran maestre de la Orden de Dannebrog.
- Miembro de la Real Orden Familiar del Rey Federico IX.
- Medalla de Oro al Servicio Meritorio (Groenlandia).
- Medalla Conmemorativa del Centenario del Rey Cristián X (26/09/1970).
- Medalla Conmemorativa del 50 Aniversario de la llegada de la Reina Ingrid (24/05/1985).
- Medalla Conmemorativa del Centenario del Rey Federico IX (11/03/1999).
- Medalla Conmemorativa de la Reina Ingrid (28/03/2001).
- Medalla Conmemorativa del 350 Aniversario de la Guardia Real Danesa (30/06/2008).
- Medalla Conmemorativa del 70 Aniversario del príncipe consorte Enrique (11/06/2009).
- Medalla Conmemorativa del Príncipe Enrique (11/06/2018).

### Distinciones honoríficas extranjeras
- Gran cruz con collar de la Orden de San Olaf.
- Dama de collar de la Orden de los Serafines.
- Dama del collar de la Real y Distinguida Orden de Carlos III (15/03/1980).[18]
- Caballero de la Insigne Orden del Toisón de Oro (23/10/1985).[19]
- Collar de la Orden del Águila Azteca (2008)[20]
- Dama de la Orden de las Santas Olga y Sofía.[21] (Reino de Grecia)
- Decorada con la Insignia conmemorativa del Centenario de la Casa Real de Grecia.[22][21] (1963, Reino de Grecia)

## Ancestros
| \| \| \| \| \| \| \| \| \| \| \| \| \| \| \| \| \| \| \| \| 16. Cristián IX, rey de Dinamarca \| \| \| \| \| \| \| \| \| \| \| \| \| \| \| \| \| \| \| \| \| \| \| \| \| \| \| \| \| \| \| \| \| \| \| \| \| \| \| \| \| \| \| \| \| \| \| \| \| \| \| \| \| \| 8. Federico VIII, rey de Dinamarca \| \| \| \| \| \| \| \| \| \| \| \| \| \| \| \| \| \| \| \| \| \| \| \| \| \| \| \| \| \| \| \| \| \| \| \| \| \| \| \| \| \| \| \| \| \| \| \| \| \| \| \| \| \| 17. Princesa Luisa de Hesse-Kassel \| \| \| \| \| \| \| \| \| \| \| \| \| \| \| \| \| \| \| \| \| \| \| \| \| \| \| \| \| \| \| \| \| \| \| \| \| \| \| \| \| \| \| \| \| \| \| \| \| \| \| \| \| \| 4. Cristián X, rey de Dinamarca \| \| \| \| \| \| \| \| \| \| \| \| \| \| \| \| \| \| \| \| \| \| \| \| \| \| \| \| \| \| \| \| \| \| \| \| \| \| \| \| \| \| \| \| \| \| \| \| \| \| \| \| \| \| 18. Carlos XV, rey de Suecia \| \| \| \| \| \| \| \| \| \| \| \| \| \| \| \| \| \| \| \| \| \| \| \| \| \| \| \| \| \| \| \| \| \| \| \| \| \| \| \| \| \| \| \| \| \| \| \| \| \| \| \| \| \| 9. Princesa Luisa de Suecia \| \| \| \| \| \| \| \| \| \| \| \| \| \| \| \| \| \| \| \| \| \| \| \| \| \| \| \| \| \| \| \| \| \| \| \| \| \| \| \| \| \| \| \| \| \| \| \| \| \| \| \| \| \| 19. Princesa Luisa de los Países Bajos \| \| \| \| \| \| \| \| \| \| \| \| \| \| \| \| \| \| \| \| \| \| \| \| \| \| \| \| \| \| \| \| \| \| \| \| \| \| \| \| \| \| \| \| \| \| \| \| \| \| \| \| \| \| 2. Federico IX, rey de Dinamarca \| \| \| \| \| \| \| \| \| \| \| \| \| \| \| \| \| \| \| \| \| \| \| \| \| \| \| \| \| \| \| \| \| \| \| \| \| \| \| \| \| \| \| \| \| \| \| \| \| \| \| \| \| \| 20. Federico Francisco II, gran duque de Mecklemburgo-Schwerin \| \| \| \| \| \| \| \| \| \| \| \| \| \| \| \| \| \| \| \| \| \| \| \| \| \| \| \| \| \| \| \| \| \| \| \| \| \| \| \| \| \| \| \| \| \| \| \| \| \| \| \| \| \| 10. Federico Francisco III, gran duque de Mecklemburgo-Schwerin \| \| \| \| \| \| \| \| \| \| \| \| \| \| \| \| \| \| \| \| \| \| \| \| \| \| \| \| \| \| \| \| \| \| \| \| \| \| \| \| \| \| \| \| \| \| \| \| \| \| \| \| \| \| 21. Princesa Augusta de Reuss-Köstritz \| \| \| \| \| \| \| \| \| \| \| \| \| \| \| \| \| \| \| \| \| \| \| \| \| \| \| \| \| \| \| \| \| \| \| \| \| \| \| \| \| \| \| \| \| \| \| \| \| \| \| \| \| \| 5. Duquesa Alejandrina de Mecklemburgo-Schwerin \| \| \| \| \| \| \| \| \| \| \| \| \| \| \| \| \| \| \| \| \| \| \| \| \| \| \| \| \| \| \| \| \| \| \| \| \| \| \| \| \| \| \| \| \| \| \| \| \| \| \| \| \| \| 22. Gran duque Miguel Nikoláyevich de Rusia \| \| \| \| \| \| \| \| \| \| \| \| \| \| \| \| \| \| \| \| \| \| \| \| \| \| \| \| \| \| \| \| \| \| \| \| \| \| \| \| \| \| \| \| \| \| \| \| \| \| \| \| \| \| 11. Gran duquesa Anastasia Mijáilovna de Rusia \| \| \| \| \| \| \| \| \| \| \| \| \| \| \| \| \| \| \| \| \| \| \| \| \| \| \| \| \| \| \| \| \| \| \| \| \| \| \| \| \| \| \| \| \| \| \| \| \| \| \| \| \| \| 23. Princesa Cecilia de Baden \| \| \| \| \| \| \| \| \| \| \| \| \| \| \| \| \| \| \| \| \| \| \| \| \| \| \| \| \| \| \| \| \| \| \| \| \| \| \| \| \| \| \| \| \| \| \| \| \| \| \| \| \| \| 1. Margarita II, reina de Dinamarca \| \| \| \| \| \| \| \| \| \| \| \| \| \| \| \| \| \| \| \| \| \| \| \| \| \| \| \| \| \| \| \| \| \| \| \| \| \| \| \| \| \| \| \| \| \| \| \| \| \| \| \| \| \| 24. Óscar II, rey de Suecia \| \| \| \| \| \| \| \| \| \| \| \| \| \| \| \| \| \| \| \| \| \| \| \| \| \| \| \| \| \| \| \| \| \| \| \| \| \| \| \| \| \| \| \| \| \| \| \| \| \| \| \| \| \| 12. Gustavo V, rey de Suecia \| \| \| \| \| \| \| \| \| \| \| \| \| \| \| \| \| \| \| \| \| \| \| \| \| \| \| \| \| \| \| \| \| \| \| \| \| \| \| \| \| \| \| \| \| \| \| \| \| \| \| \| \| \| 25. Princesa Sofía de Nassau \| \| \| \| \| \| \| \| \| \| \| \| \| \| \| \| \| \| \| \| \| \| \| \| \| \| \| \| \| \| \| \| \| \| \| \| \| \| \| \| \| \| \| \| \| \| \| \| \| \| \| \| \| \| 6. Gustavo VI, rey Adolfo de Suecia \| \| \| \| \| \| \| \| \| \| \| \| \| \| \| \| \| \| \| \| \| \| \| \| \| \| \| \| \| \| \| \| \| \| \| \| \| \| \| \| \| \| \| \| \| \| \| \| \| \| \| \| \| \| 26. Federico I, gran duque de Baden \| \| \| \| \| \| \| \| \| \| \| \| \| \| \| \| \| \| \| \| \| \| \| \| \| \| \| \| \| \| \| \| \| \| \| \| \| \| \| \| \| \| \| \| \| \| \| \| \| \| \| \| \| \| 13. Princesa Victoria de Baden \| \| \| \| \| \| \| \| \| \| \| \| \| \| \| \| \| \| \| \| \| \| \| \| \| \| \| \| \| \| \| \| \| \| \| \| \| \| \| \| \| \| \| \| \| \| \| \| \| \| \| \| \| \| 27. Princesa Luisa de Prusia \| \| \| \| \| \| \| \| \| \| \| \| \| \| \| \| \| \| \| \| \| \| \| \| \| \| \| \| \| \| \| \| \| \| \| \| \| \| \| \| \| \| \| \| \| \| \| \| \| \| \| \| \| \| 3. Princesa Ingrid de Suecia \| \| \| \| \| \| \| \| \| \| \| \| \| \| \| \| \| \| \| \| \| \| \| \| \| \| \| \| \| \| \| \| \| \| \| \| \| \| \| \| \| \| \| \| \| \| \| \| \| \| \| \| \| \| 28. Príncipe Alberto de Sajonia-Coburgo-Gotha \| \| \| \| \| \| \| \| \| \| \| \| \| \| \| \| \| \| \| \| \| \| \| \| \| \| \| \| \| \| \| \| \| \| \| \| \| \| \| \| \| \| \| \| \| \| \| \| \| \| \| \| \| \| 14. Príncipe Arturo del Reino Unido, duque de Connaught \| \| \| \| \| \| \| \| \| \| \| \| \| \| \| \| \| \| \| \| \| \| \| \| \| \| \| \| \| \| \| \| \| \| \| \| \| \| \| \| \| \| \| \| \| \| \| \| \| \| \| \| \| \| 29. Victoria I, reina del Reino Unido \| \| \| \| \| \| \| \| \| \| \| \| \| \| \| \| \| \| \| \| \| \| \| \| \| \| \| \| \| \| \| \| \| \| \| \| \| \| \| \| \| \| \| \| \| \| \| \| \| \| \| \| \| \| 7. Princesa Margarita de Connaught \| \| \| \| \| \| \| \| \| \| \| \| \| \| \| \| \| \| \| \| \| \| \| \| \| \| \| \| \| \| \| \| \| \| \| \| \| \| \| \| \| \| \| \| \| \| \| \| \| \| \| \| \| \| 30. Príncipe Federico Carlos de Prusia \| \| \| \| \| \| \| \| \| \| \| \| \| \| \| \| \| \| \| \| \| \| \| \| \| \| \| \| \| \| \| \| \| \| \| \| \| \| \| \| \| \| \| \| \| \| \| \| \| \| \| \| \| \| 15. Princesa Luisa Margarita de Prusia \| \| \| \| \| \| \| \| \| \| \| \| \| \| \| \| \| \| \| \| \| \| \| \| \| \| \| \| \| \| \| \| \| \| \| \| \| \| \| \| \| \| \| \| \| \| \| \| \| \| \| \| \| \| 31. Princesa María Ana de Anhalt-Dessau \| \| \| \| \| \| \| \| \| \| \| \| \| \| \| \| \| \| \| \| \| \| \| \| \| \| \| \| \| \| \| \| \| \| \| \| \| \| \| \| \| \| \| \| \| \| \| \| \| \| \| \| |                                                                 |  |  |  |  |  |  |  |  |  |  |  |  |  |  |  |
| |                                                                 |  |  |  |  |  |  |  |  |  |  |  |  |  |  |  |
| | 16. Cristián IX, rey de Dinamarca                               |  |  |  |  |  |  |  |  |  |  |  |  |  |  |  |
| |                                                                 |  |  |  |  |  |  |  |  |  |  |  |  |  |  |  |
| |                                                                 |  |  |  |  |  |  |  |  |  |  |  |  |  |  |  |
| | 8. Federico VIII, rey de Dinamarca                              |  |  |  |  |  |  |  |  |  |  |  |  |  |  |  |
| |                                                                 |  |  |  |  |  |  |  |  |  |  |  |  |  |  |  |
| |                                                                 |  |  |  |  |  |  |  |  |  |  |  |  |  |  |  |
| | 17. Princesa Luisa de Hesse-Kassel                              |  |  |  |  |  |  |  |  |  |  |  |  |  |  |  |
| |                                                                 |  |  |  |  |  |  |  |  |  |  |  |  |  |  |  |
| |                                                                 |  |  |  |  |  |  |  |  |  |  |  |  |  |  |  |
| | 4. Cristián X, rey de Dinamarca                                 |  |  |  |  |  |  |  |  |  |  |  |  |  |  |  |
| |                                                                 |  |  |  |  |  |  |  |  |  |  |  |  |  |  |  |
| |                                                                 |  |  |  |  |  |  |  |  |  |  |  |  |  |  |  |
| | 18. Carlos XV, rey de Suecia                                    |  |  |  |  |  |  |  |  |  |  |  |  |  |  |  |
| |                                                                 |  |  |  |  |  |  |  |  |  |  |  |  |  |  |  |
| |                                                                 |  |  |  |  |  |  |  |  |  |  |  |  |  |  |  |
| | 9. Princesa Luisa de Suecia                                     |  |  |  |  |  |  |  |  |  |  |  |  |  |  |  |
| |                                                                 |  |  |  |  |  |  |  |  |  |  |  |  |  |  |  |
| |                                                                 |  |  |  |  |  |  |  |  |  |  |  |  |  |  |  |
| | 19. Princesa Luisa de los Países Bajos                          |  |  |  |  |  |  |  |  |  |  |  |  |  |  |  |
| |                                                                 |  |  |  |  |  |  |  |  |  |  |  |  |  |  |  |
| |                                                                 |  |  |  |  |  |  |  |  |  |  |  |  |  |  |  |
| | 2. Federico IX, rey de Dinamarca                                |  |  |  |  |  |  |  |  |  |  |  |  |  |  |  |
| |                                                                 |  |  |  |  |  |  |  |  |  |  |  |  |  |  |  |
| |                                                                 |  |  |  |  |  |  |  |  |  |  |  |  |  |  |  |
| | 20. Federico Francisco II, gran duque de Mecklemburgo-Schwerin  |  |  |  |  |  |  |  |  |  |  |  |  |  |  |  |
| |                                                                 |  |  |  |  |  |  |  |  |  |  |  |  |  |  |  |
| |                                                                 |  |  |  |  |  |  |  |  |  |  |  |  |  |  |  |
| | 10. Federico Francisco III, gran duque de Mecklemburgo-Schwerin |  |  |  |  |  |  |  |  |  |  |  |  |  |  |  |
| |                                                                 |  |  |  |  |  |  |  |  |  |  |  |  |  |  |  |
| |                                                                 |  |  |  |  |  |  |  |  |  |  |  |  |  |  |  |
| | 21. Princesa Augusta de Reuss-Köstritz                          |  |  |  |  |  |  |  |  |  |  |  |  |  |  |  |
| |                                                                 |  |  |  |  |  |  |  |  |  |  |  |  |  |  |  |
| |                                                                 |  |  |  |  |  |  |  |  |  |  |  |  |  |  |  |
| | 5. Duquesa Alejandrina de Mecklemburgo-Schwerin                 |  |  |  |  |  |  |  |  |  |  |  |  |  |  |  |
| |                                                                 |  |  |  |  |  |  |  |  |  |  |  |  |  |  |  |
| |                                                                 |  |  |  |  |  |  |  |  |  |  |  |  |  |  |  |
| | 22. Gran duque Miguel Nikoláyevich de Rusia                     |  |  |  |  |  |  |  |  |  |  |  |  |  |  |  |
| |                                                                 |  |  |  |  |  |  |  |  |  |  |  |  |  |  |  |
| |                                                                 |  |  |  |  |  |  |  |  |  |  |  |  |  |  |  |
| | 11. Gran duquesa Anastasia Mijáilovna de Rusia                  |  |  |  |  |  |  |  |  |  |  |  |  |  |  |  |
| |                                                                 |  |  |  |  |  |  |  |  |  |  |  |  |  |  |  |
| |                                                                 |  |  |  |  |  |  |  |  |  |  |  |  |  |  |  |
| | 23. Princesa Cecilia de Baden                                   |  |  |  |  |  |  |  |  |  |  |  |  |  |  |  |
| |                                                                 |  |  |  |  |  |  |  |  |  |  |  |  |  |  |  |
| |                                                                 |  |  |  |  |  |  |  |  |  |  |  |  |  |  |  |
| | 1. Margarita II, reina de Dinamarca                             |  |  |  |  |  |  |  |  |  |  |  |  |  |  |  |
| |                                                                 |  |  |  |  |  |  |  |  |  |  |  |  |  |  |  |
| |                                                                 |  |  |  |  |  |  |  |  |  |  |  |  |  |  |  |
| | 24. Óscar II, rey de Suecia                                     |  |  |  |  |  |  |  |  |  |  |  |  |  |  |  |
| |                                                                 |  |  |  |  |  |  |  |  |  |  |  |  |  |  |  |
| |                                                                 |  |  |  |  |  |  |  |  |  |  |  |  |  |  |  |
| | 12. Gustavo V, rey de Suecia                                    |  |  |  |  |  |  |  |  |  |  |  |  |  |  |  |
| |                                                                 |  |  |  |  |  |  |  |  |  |  |  |  |  |  |  |
| |                                                                 |  |  |  |  |  |  |  |  |  |  |  |  |  |  |  |
| | 25. Princesa Sofía de Nassau                                    |  |  |  |  |  |  |  |  |  |  |  |  |  |  |  |
| |                                                                 |  |  |  |  |  |  |  |  |  |  |  |  |  |  |  |
| |                                                                 |  |  |  |  |  |  |  |  |  |  |  |  |  |  |  |
| | 6. Gustavo VI, rey Adolfo de Suecia                             |  |  |  |  |  |  |  |  |  |  |  |  |  |  |  |
| |                                                                 |  |  |  |  |  |  |  |  |  |  |  |  |  |  |  |
| |                                                                 |  |  |  |  |  |  |  |  |  |  |  |  |  |  |  |
| | 26. Federico I, gran duque de Baden                             |  |  |  |  |  |  |  |  |  |  |  |  |  |  |  |
| |                                                                 |  |  |  |  |  |  |  |  |  |  |  |  |  |  |  |
| |                                                                 |  |  |  |  |  |  |  |  |  |  |  |  |  |  |  |
| | 13. Princesa Victoria de Baden                                  |  |  |  |  |  |  |  |  |  |  |  |  |  |  |  |
| |                                                                 |  |  |  |  |  |  |  |  |  |  |  |  |  |  |  |
| |                                                                 |  |  |  |  |  |  |  |  |  |  |  |  |  |  |  |
| | 27. Princesa Luisa de Prusia                                    |  |  |  |  |  |  |  |  |  |  |  |  |  |  |  |
| |                                                                 |  |  |  |  |  |  |  |  |  |  |  |  |  |  |  |
| |                                                                 |  |  |  |  |  |  |  |  |  |  |  |  |  |  |  |
| | 3. Princesa Ingrid de Suecia                                    |  |  |  |  |  |  |  |  |  |  |  |  |  |  |  |
| |                                                                 |  |  |  |  |  |  |  |  |  |  |  |  |  |  |  |
| |                                                                 |  |  |  |  |  |  |  |  |  |  |  |  |  |  |  |
| | 28. Príncipe Alberto de Sajonia-Coburgo-Gotha                   |  |  |  |  |  |  |  |  |  |  |  |  |  |  |  |
| |                                                                 |  |  |  |  |  |  |  |  |  |  |  |  |  |  |  |
| |                                                                 |  |  |  |  |  |  |  |  |  |  |  |  |  |  |  |
| | 14. Príncipe Arturo del Reino Unido, duque de Connaught         |  |  |  |  |  |  |  |  |  |  |  |  |  |  |  |
| |                                                                 |  |  |  |  |  |  |  |  |  |  |  |  |  |  |  |
| |                                                                 |  |  |  |  |  |  |  |  |  |  |  |  |  |  |  |
| | 29. Victoria I, reina del Reino Unido                           |  |  |  |  |  |  |  |  |  |  |  |  |  |  |  |
| |                                                                 |  |  |  |  |  |  |  |  |  |  |  |  |  |  |  |
| |                                                                 |  |  |  |  |  |  |  |  |  |  |  |  |  |  |  |
| | 7. Princesa Margarita de Connaught                              |  |  |  |  |  |  |  |  |  |  |  |  |  |  |  |
| |                                                                 |  |  |  |  |  |  |  |  |  |  |  |  |  |  |  |
| |                                                                 |  |  |  |  |  |  |  |  |  |  |  |  |  |  |  |
| | 30. Príncipe Federico Carlos de Prusia                          |  |  |  |  |  |  |  |  |  |  |  |  |  |  |  |
| |                                                                 |  |  |  |  |  |  |  |  |  |  |  |  |  |  |  |
| |                                                                 |  |  |  |  |  |  |  |  |  |  |  |  |  |  |  |
| | 15. Princesa Luisa Margarita de Prusia                          |  |  |  |  |  |  |  |  |  |  |  |  |  |  |  |
| |                                                                 |  |  |  |  |  |  |  |  |  |  |  |  |  |  |  |
| |                                                                 |  |  |  |  |  |  |  |  |  |  |  |  |  |  |  |
| | 31. Princesa María Ana de Anhalt-Dessau                         |  |  |  |  |  |  |  |  |  |  |  |  |  |  |  |
| |                                                                 |  |  |  |  |  |  |  |  |  |  |  |  |  |  |  |
| |                                                                 |  |  |  |  |  |  |  |  |  |  |  |  |  |  |  |

| Predecesor: Federico IX | Reina de Dinamarca 14 de enero de 1972 - 14 de enero de 2024 | Sucesor: Federico X |